# بوغدان كونوبكا
بوغدان كونوبكا (بالفرنسية: Bogdan Konopka)‏ هو مصور فرنسي وبولندي، ولد في 27 يوليو 1953 في Dynów ‏ في بولندا، وتوفي في 19 مايو 2019.